# Свибљанка
Свибљанка (рус. Свиблянка) малена је река која протиче преко југозападних делова Псковске области, односно преко источних делова њеног Себешког рејона, на западу европског дела Руске Федерације. Лева је притока реке Неведрјанке у коју се улива на њеном 23. километру узводно од ушћа у Великају. Део је басена реке Нарве, односно Финског залива Балтичког мора.
Свој ток започиње као отока језера Свибло. Укупна дужина тока је око 10 km.